# Chinaia citrina
Chinaia citrina är en insektsart som beskrevs av Evans 1947. Chinaia citrina ingår i släktet Chinaia och familjen dvärgstritar. Inga underarter finns listade i Catalogue of Life.